# FilmAffinity
FilmAffinity é uma base de dados online dedicada ao cinema criada em 2002. Popular em países de língua espanhola, foi citado em 2004 pela revista estadunidense PC Magazine como um dos melhores sites de entretenimento daquele ano.
Os usuários registados podem avaliar os filmes, encontrar filmes recomendados de acordo com suas preferências de avaliação, criar qualquer tipo de lista de filmes e, na versão em espanhol, publicar resenhas.